# Pułk Oboźnego Wojskowego
Pułk Oboźnego Wojskowego – oddział jazdy Armii Koronnej.

## Struktura organizacyjna
Pancerni
- jedna chorągiew  120 koni

Jazda lekka
- jedna chorągiew  60 koni

Razem w pułku: 2 chorągwie ; 180 koni